# Regina (Band)

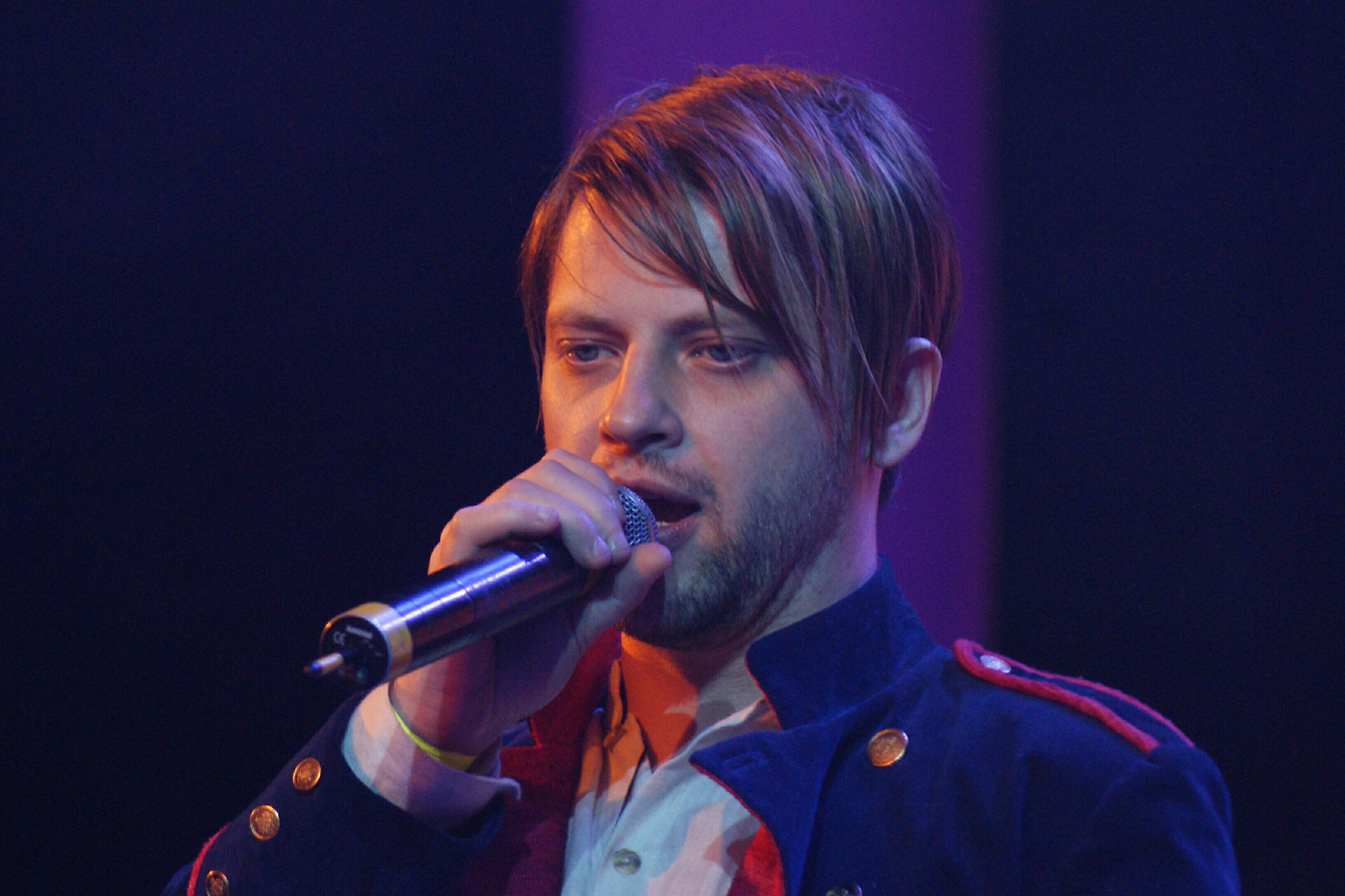
Davor Ebner (2009)

Grupa Regina ist eine bosnische Band.

## Bandgeschichte
Die Band wurde 1990 in Sarajevo von Aleksandar „Aco“ Čović (Gitarre), Denis Čabrić (Bass) und Bojan Miličević (Schlagzeug) sowie Bojan Milijaš und Boris Milijaš gegründet. Nach langer Suche wurde ein potenzieller Sänger in Davor Ebner gefunden. Noch im selben Jahr veröffentlichte die Band ihr Debütalbum Regina. Nach der Veröffentlichung ihres Debütalbums gab die Band erste landesweite Konzerte. Später fanden auch Konzerte in den anderen Republiken des ehemaligen Jugoslawien statt.
1991 erschien ihr zweites Album Ljubav nije za nas. Aufgrund der Jugoslawienkriege, die im selben Jahr begannen, waren die Bandmitglieder gezwungen, ihre Band aufzulösen. Aleksandar Čović arbeitete als Aco Regina mit neuen Musikern zusammen, während Ebner in dieser Zeit Sänger der Gruppe Gruntibugli war.
In der Zeit zwischen 1992 und 1999 veröffentlichte die Band – in der inzwischen Aleksandar Čović Bandleader geworden war – mit Regina (erschien 1992), einer Neuaufnahme ihres Debütalbums, Oteto od zaborava (1994), Godine lete (1995), Ja nisam kao drugi (1997) und Kada zatvorim oči (1999) vier weitere Alben.
2000 löste sich die Band auf. Davor Ebner und Aleksandar Čović arbeiteten an ihren Solo-Karrieren, die jedoch nicht an den Erfolg mit Regina anschließen konnten. Außerdem veröffentlichte die Band mit Devedesete ein weiteres Album.
Sechs Jahre später fand die Band in Originalbesetzung wieder zusammen und veröffentlichten mit Sve mogu ja noch im selben Jahr ein neues Album.
Regina vertrat Bosnien und Herzegowina beim Eurovision Song Contest 2009 in Moskau. Beim Sieg des Norwegers Alexander Rybak belegte die Band einen neunten Platz. Nach der Teilnahme beim Eurovision Song Contest veröffentlichte die Band ihr Studioalbum, das Vrijeme Je heißt. Es enthält auch den Songbeitrag der Band zum Eurovision Songcontest Bistra Voda (deutsch: Klares Wasser), sowie eine englische und eine russische Version des Songs.

## Diskografie

### Studioalben
- 1990: Regina
- 1991: Ljubav nije za nas
- 1994: Oteto od zaborava
- 1995: Pogledaj u nebo (unter dem Namen „Regina Made in Sarajevo“)
- 1995: Godine lete
- 1997: Ja nisam kao drugi
- 1999: Kada zatvorim oči
- 2000: Devedesete
- 2006: Sve mogu ja
- 2009: Vrijeme Je
- 2012: Kad Poludimo
- 2017: U srcu

### Kompilationen
- 1992: Regina (Neuveröffentlichung/PGP-RTS)

### Singles
- 2014: Kalimero
- 2014: Zatupi Zaglupi